# IJsduiken

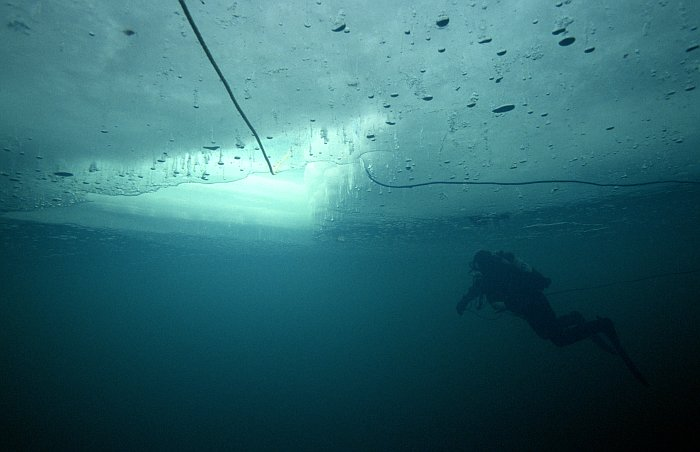
IJsduiker onder het ijs

Een team van 4 ijsduikers. 4 personen zijn het minimum om in te duiken.
1 = Momenteel duikteam (1A = eerste duiker aan het einde van het touw; 1B = tweede duiker en touwbegeleider; 1C = tender; 1D = eerste leidtouw [groen] voor communicatie, oriëntatie en redding, ~50-100m lang.)
2 = Reddingsduiker (2A = volledig uitgeruste stand-by duiker; 2D = tweede geleidetouw [oranje].)
3 = ijslaag
4 = Ijs schroeven om de uiteinden van het touw vast te zetten.
5 = Ingangsopening in de ijskap.

Ein 6er-Team beim Eistauchen. Das 6er-Team ist sicher als ein 4er-Team!
1 = Momenteel duikteam (1A = eerste duiker aan het einde van het touw; 1B = tweede duiker en touwbegeleider; 1C = tender; 1D = eerste leidtouw [groen] voor communicatie, oriëntatie en redding, ~50-100m lang.)
2 = Rettungsteam (2A = volledig uitgeruste reserveduiker; 2B = volledig uitgeruste touwafhandelaar voor de reserveduiker; 2C = stand-by tender; 2D = tweede leidtouw [oranje].)
3 = ijslaag
4 = Ijs schroeven om de uiteinden van het touw vast te zetten.
5 = Ingangsopening in de ijskap.

IJsduiken is een onderwatersport waarbij een deelnemer met ademluchtapparatuur onder het bevroren wateroppervlak gaat via een wak of een bijt. Een bijt geniet hierbij de voorkeur daar de randen van een wak vaak erg dun zijn en gemakkelijk afbrokkelen, waardoor het lastig is om het water uit te komen.
Wanneer een ijslaag het water afdekt, komt het water eronder tot rust, waardoor het zicht met ijsduiken onderwater vaak zeer goed is. In combinatie met de ijslaag maakt dit het ijsduiken vaak voor de duikers tot een spectaculair evenement. Ondanks de vaak barre condities aan de oppervlakte een gewild onderdeel van de duiksport.
IJsduiken geeft een verhoogd risico omdat de duiker altijd terug naar de bijt moet en vanwege het gevaar van onderkoeling. Een ijsduiker dient daarom deugdelijk te zijn opgeleid. De deelnemers zijn via een lijn verbonden met de bijt en worden ondersteund door een team boven het ijs.
De ijsduiker moet weten hoe hij onveilig ijs herkent, hoe hij een bijt zaagt, welke specifieke uitrusting nodig is en hoe hij de veiligheidslijn dient te bevestigen. Het ijsduiken is een teamsport. Een ijsduik team bestaat minimaal uit:
- Buddypaar ijsduikers
- Seinmeester, is met seinlijn met een van de twee duikers verbonden.
- Oppervlakte coördinator
- Reddingsduiker, gaat te water als noodsituatie ontstaat. Heeft aparte veiligheidslijn.

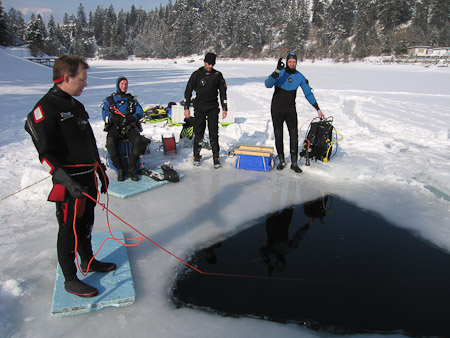
Oppervlakteteam tijdens ijsduiken

De duikuitrusting voor ijssduiken heeft een aantal specifieke eigenschappen om risico's te verminderen:
- Dubbele luchtvoorziening: risico op bevriezing van ademautomaat is door lage temperatuur erg groot. Een 2e onafhankelijke luchtvoorziening is vereist.
- droogpak: een waterdicht duikpak met isolerende onderkleding. Droogpak is van gecomprimeerd neopreen of trilaminaat, onderpak een fleeceoveral en bij voorkeur ook drooghandschoenen.
- Veiligheids annex seinlijn naar oppervlakte

Duikorganisaties zoals de Nederlandse Onderwatersport Bond en PADI hebben voor ijsduiken specifieke opleidingsprogramma's, zogeheten ijsduikspecialisaties.